# ضفدع جانجي
ضفدع جانجي (الاسم العلمي: Rana zhengi) هو نوع من البرمائيات يتبع جنس الضفدع الحقيقي من فصيلة الضفادع الحقيقية.